# Lago Brabrand
El lago Brabrand (Brabrand Sø) es un lago de 153 hectáreas ubicado al oeste de la ciudad de Aarhus, que se alimenta del río Aarhus (Århus Å) y de los afluentes de los ríos Lyngbygård y Døde Å (río Muerto).
El lago es muy poco profundo, y cuando la corriente estaba regulada, se depositaron importantes cantidades de material en el fondo del lago. Este hecho junto con el vertido sucio de las empresas y los asentamientos (incluyendo a través del río Muerto) ha conseguido que el lago se encuentre en un estado eutrófico.
Los alrededores del lago son muy populares para montar en bicicleta y correr.